# Лаутербруннен
Лаутербруннен (нем. Lauterbrunnen) — коммуна в Швейцарии, в кантоне Берн.
Входит в состав округа Интерлакен, включает деревни Лаутербруннен (нем. Lauterbrunnen), Гиммельвальд (нем. Gimmelwald), Изенфлю (нем. Isenfluh), Мюррен (нем. Mürren), Штехельберг (нем. Stechelberg) и Венген (нем. Wengen). Население составляет 3065 человек (на 31 декабря 2006 года). Официальный код — 0584. Расположена в одноимённой долине.
На территории общины Лаутербруннен расположены самые высокие водопады Швейцарии — Мюрренбах, Штауббах и Трюммельбахфелле.